# Jingles the Clown
Jingles the Clown es una película de terror de 2009 dirigida por Tommy Brunswick y escrita por Todd Brunswick. Es un reboot de la película de 2006 Mr. Jingles, también creado por los Brunswicks.

## Argumento
Mr. Jingles, un asesino en serie y el coanfitrión de una serie de televisión de niños, secuestra a la familia Nelson, y fuerza a una niña de 9 años llamada Angela a observar cómo él se filma asesinando a sus padres y hermana. La policía llega a tiempo para salvar a Angela, y arrestan a Jingles, aunque el sheriff esta tan disgustado por las acciones del payaso que lo ejecuta.

## Reparto
- John Anton como Mr. Jingles/Charles David Tanner.
- April Canning como Angela Nelson.
- Tevis R. Marcum como J.B.
- Virginia Negron Bryant como Miranda.
- Jim Lewis como Tom Reeser.
- Nigora Mirkhanova como Mia.
- Tim Kay como Guy.
- Marisa Ruby como Sam.
- DaVaughn Lucas como Marco.
- Darrell M. Stavros como Jimmy.
- Bill Moore como David Hess.
- Raffaele Recchia como Sheriff Miller.
- Jason Hughley como Diputado Lewis.
- Johnny Foz como Diputado Randy.
- Ken Svoboda como Diputado Joe.
- Dwayne Roszkowski como Mitchel Nelson.
- Anna Recchia como Mary Nelson.
- Alyssa J. Stavros como Amy Nelson.
- Mallory Castor como Joven Angela Nelson.
- Courtney Benjamin como Diputado Connelly.
- Monique Recchia-Castria como Diputado #1.
- Rex Recchia como Diputado #2.
- Tommy Brunswick como CSI Técnico.
- Adam Lorenz como Doug.
- Shauna Bryn as Jenny.
- Dayna Recchia as 911 Operator.
- Raglan Brunswick as Tom Reeser's Older Son.
- Magnus Brunswick as Tom Reeser's Younger Son.